# Globus (choroba)
Globus, gałka (łac. globus hystericus) – zaburzenie czynnościowe przewodu pokarmowego objawiające się wrażeniem obecności ciała obcego albo ściskania w gardle, które ustępuje podczas spożywania pokarmów lub picia płynów. Objawom tym nie towarzyszy utrudnione lub bolesne przełykanie i nie można ich tłumaczyć chorobą organiczną. Globus jest jednym z zaburzeń konwersyjnych.

## Epidemiologia
Zaburzenie to występuje u około 46% zdrowej populacji, najczęściej stwierdza się je w wieku średnim. Kobiety częściej odczuwają dyskomfort związany z globusem, choć występuje ona u obu płci w podobnym odsetku.

## Etiologia
Globus może być somatyzacją w zaburzeniach lękowych i somatoformicznych.

## Objawy
Pacjenci skarżący się na globus, poza odczuwaniem ciała obcego (np. kluski, kęsa pokarmowego, kłębu włosów) w gardle, skarżą się również na:
- ściskanie w gardle
- duszenie
- drapanie

Objawy ustępują podczas jedzenia lub picia i nie towarzyszą im zaburzenia przełykania. W jednym z badań stwierdzono, że 95,5% pacjentów zauważa związek między wzmożonym napięciem emocjonalnym a nasileniem objawów choroby.

## Kryteria rozpoznania
Globus rozpoznaje się na podstawie kryteriów rzymskich III. Początek objawów musi występować co najmniej 6 miesięcy przed postawieniem diagnozy. Konieczne jest spełnienie wszystkich poniższych warunków przez co najmniej 3 miesiące:
1. Okresowo lub stale występujące odczuwanie obecności ciała obcego w gardle
2. Obecność tego objawu tylko w okresie międzyposiłkowym
3. Brak dysfagii i odynofagii
4. Wykluczona choroba refluksowa przełyku
5. Wykluczona na podstawie badania histopatologicznego choroba organiczna powodująca zaburzenia motoryki przełyku

## Diagnostyka
Konieczna jest konsultacja laryngologiczna w celu wykluczenia chorób gardła i krtani. Szczegółową diagnostykę zaleca się w przypadku występowania objawów takich jak: bolesne przełykanie, utrudnione przełykanie, spadek masy ciała, chrypka, podwyższona temperatura ciała czy niedokrwistość. Objawy te sugerują inne choroby i wymagają wykonania dodatkowych badań np. gastroskopii, laryngoskopii, pH-metrii, badań rentgenowskich.
Badaniem służącym do potwierdzenia globusa jest manometria przełyku – w przypadku globusa nie stwierdza się zaburzeń ciśnienia w obrębie górnego zwieracza przełyku, a także zaburzeń czynności motorycznej w zakresie trzonu przełyku.

## Leczenie
Nie ma skutecznego leczenia farmakologicznego. Zaleca się poinformowanie chorego o łagodnej naturze choroby i jej istocie, co często powoduje uspokojenie chorego i złagodzenie dolegliwości. W przypadkach gdy globus jest objawem depresji, poprawę może przynieść leczenie antydepresyjne.

## Globus w literaturze
Na globus chorowała Emilia Korczyńska, jedna z bohaterek powieści Nad Niemnem Elizy Orzeszkowej.